# 平行

和平行，用截和会出现八个角。

平行是一个几何学术语。在平面几何中，永远不会相交的多条直线，或者多个平面彼此互相平行。在欧几里得几何中，由平行公设，一个平面上的直线外指定一个点，就能指定出一条与它平行的直线。在非欧几何中，根据空间曲率的不同，在一条直线外指定一个点可以作多条或零条与它平行的直线。
在三维空间或一般的欧几里得空间中，直线或平面的平行关系视乎其方向向量或法向量，但與二維平面一樣，在一条直线外面指定一个点也只能表示一条与它平行的直线，并且在一个平面外指定一个点也只能指定一個与它平行的平面。然而，在一个平面外指定一个点可以指定和它平行的直线是无数条（这些直线都在与它平行的唯一一个平面上）。

## 平行线
在欧几里得空间中，直线的方向向量是一个单位向量{\displaystyle b}，使得原点到直线上所有点的向量都能表示为{\displaystyle a+\lambda b,\ \lambda \in \mathbb {R} }。若干个由方向向量{\displaystyle v_{1},v_{2},\cdots ,v_{n}} 确定的直线相互平行当且仅当这些向量全部相等或只差一个正負号。
在欧几里得空间中，平面的法向量是一个单位向量{\displaystyle e}，使得平面上所有的向量都与{\displaystyle e}垂直。直线与平面平行当且仅当直线不属于平面，并且直线的方向向量与平面的法向量垂直。而平面与平面相互平行当且仅当它们的法向量相等或只差一个正負号。

### 平面解析几何中的平行
在笛卡儿坐标系中，设两条直线的表达式为：
{\displaystyle ({\mathcal {D}}_{1}):a_{1}x+b_{1}y+c_{1}=0}
{\displaystyle ({\mathcal {D}}_{2}):a_{2}x+b_{2}y+c_{2}=0}
那么两条直线{\displaystyle ({\mathcal {D}}_{1})} 与{\displaystyle ({\mathcal {D}}_{2})} 平行当且仅当{\displaystyle a_{1}b_{2}=b_{1}a_{2}}，并且{\displaystyle a_{1}c_{2}\neq c_{1}a_{2}}（否则两直线重合）。

### 角度关系
平面上，用一条直线截另外两条直线线时，会截出两个交点，构成八个角，称为三线八角。这八个角中有对顶角、同位角、同旁内角、同旁外角、内错角和外错角这几种关系。当所截的两条直线平行时，这些角有相等或互为补角（相加等于180°度）的关系。这些角度关系对解决平面几何问题十分有用。

## 外部連結
- Constructing a parallel line through a given point with compass and straightedge （页面存档备份，存于）